# Ampelisca araucana
Ampelisca araucana is een vlokreeftensoort uit de familie van de Ampeliscidae. De wetenschappelijke naam van de soort is voor het eerst geldig gepubliceerd in 1963 door Gallardo.